# Роторный траншейный экскаватор

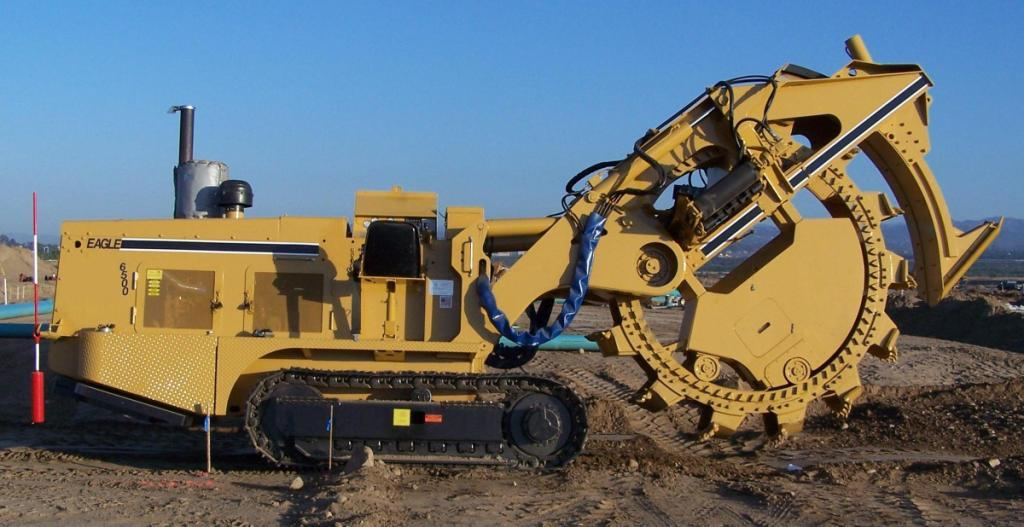
Роторный траншейный экскаватор Eagle 6500.

Ро́торный транше́йный экскава́тор — траншейный экскаватор с роторным рабочим органом. Представляет собой экскаватор продольного копания: плоскость вращения ротора параллельна оси отрываемой траншеи (особняком стоя́т  котлованные машины, представляющие собой экскаватор поперечного копания: плоскость вращения ротора перпендикулярна оси отрываемого котлована). Может являться прицепным оборудованием к трактору, конструироваться на основе тракторного шасси со значительной доработкой базовой машины либо использовать оригинальное шасси. Тягачи роторных траншейных экскаваторов, как правило, имеют гусеничный движитель. Рабочим органом роторного траншейного экскаватора является рама с закреплённым на ней ротором (или парой роторов), к которому крепятся рабочие элементы. В качестве рабочих элементов могут выступать ковши, скребки или резцы. Ротор может разрабатывать грунт путём копания или путём фрезерования. Возможно сочетание ротора с другими рабочими органами — плугом или шнеками (плужно-роторный и шнекороторный экскаватор) для использования машины в качестве каналокопателя. Ширина отрываемых траншей — от 0,2 метра, глубина — до 3,5 метров.

## Предназначение
Роторные траншейные экскаваторы, как и цепные, предназначены для отрывки траншей под укладку нефте- и газопроводов, магистралей, водопровода, канализации, силовых кабелей и кабелей связи. Они также могут использоваться в роли экскаваторов-дреноукладчиков (при дооборудовании автоматикой поддержания глубины и уклона дна траншеи, трубоукладчиком, бухтодержателем пластмассовых трубок). Некоторые типы роторных траншейных экскаваторов используются для отрывки осушительных канав, дренажных и оросительных каналов, кюветов и т. п. (экскаваторы-каналокопатели); в этом случае они дооборудуются рабочими органами для разработки откосов. Минимальная ширина траншей, отрываемых роторными экскаваторами, составляет 0,2 метра; глубина отрываемых траншей обычно невелика (до 3 метров) из-за быстрого роста габаритов и массы ротора вместе с ростом глубины отрываемой траншеи.

## Классификация

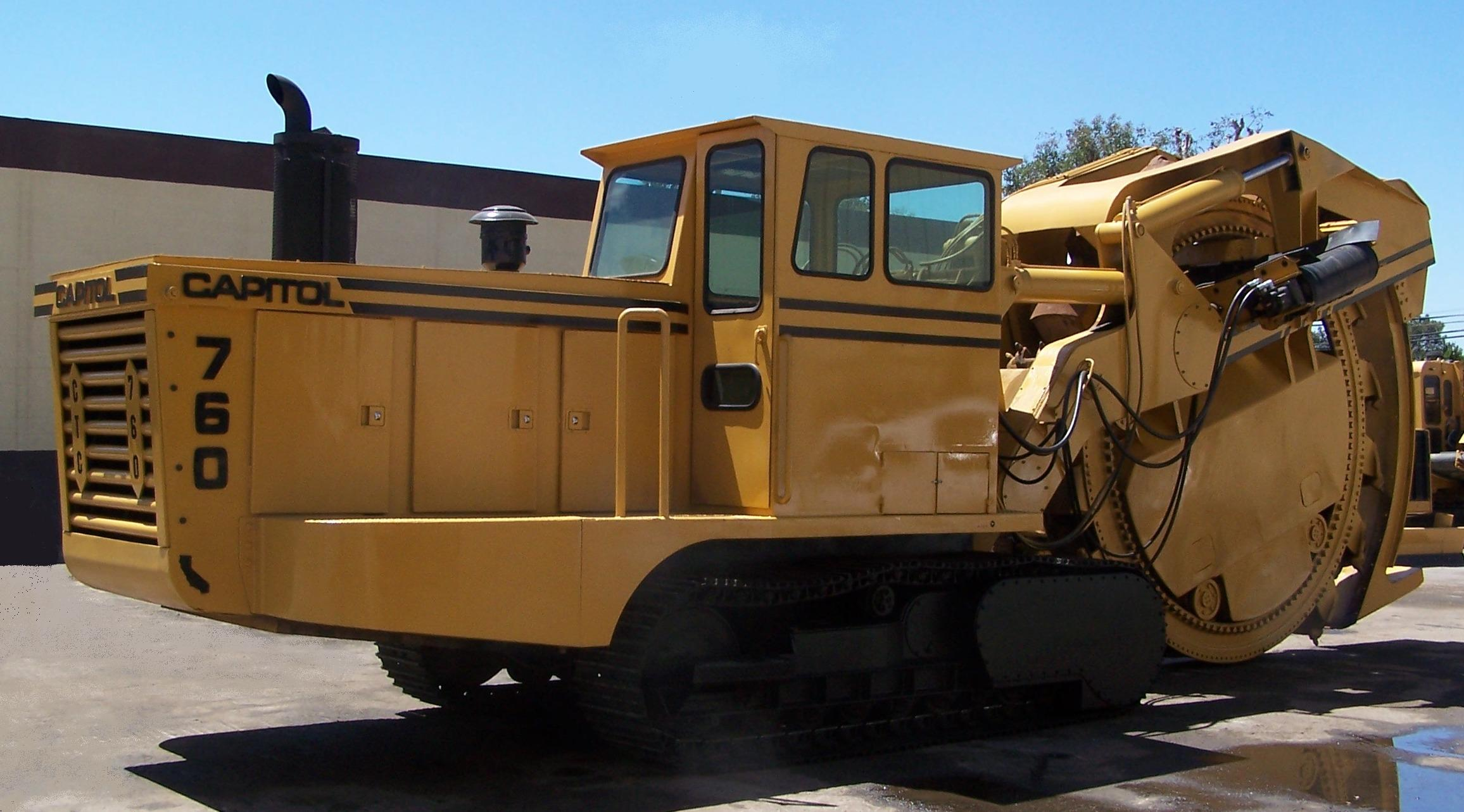
Роторный траншейный экскаватор Capitol 760. На раме виден ленточный транспортёр.

Роторные траншейные экскаваторы подразделяются по следующим признакам:
- по способу использования рабочего органа:
  - рабочие элементы размещены по ободу ротора (копающий рабочий орган);
  - рабочие элементы размещены на боковой поверхности ротора (фрезерующий рабочий орган);
- по количеству рабочих органов:
  - один ротор;
  - два ротора;
  - ротор с дополнительными рабочими органами (плугом или шнеками);
- по типу рабочих элементов:
  - ковшовый рабочий орган (роторные многоковшовые экскаваторы);
  - скребковый, резцовый или смешанный рабочий орган;
- по назначению:
  - траншейные, предназначены для прокладки траншей;
  - дреноукладчики, используются для организации дренажа;
  - каналокопатели, используются для прокладки каналов (оросительных, осушительных) и кюветов;
- по типу привода:
  - с механическим приводом;
  - с гидравлическим приводом;
  - с комбинированным приводом;
- по способу соединения рабочего оборудования с ходовой частью:
  - навесные (без дополнительной опоры рабочего органа);
  - полуприцепные (рабочий орган опирается на тягач спереди и на дополнительную тележку сзади);
  - прицепные (рабочий орган имеет собственную ходовую часть и буксируется тягачом)[1][2].
- по типу ходового устройства:
  - на гусеничном ходу (большинство);
  - на пневмоколёсном ходу (некоторые машины армейского назначения)[5].

### Индексы

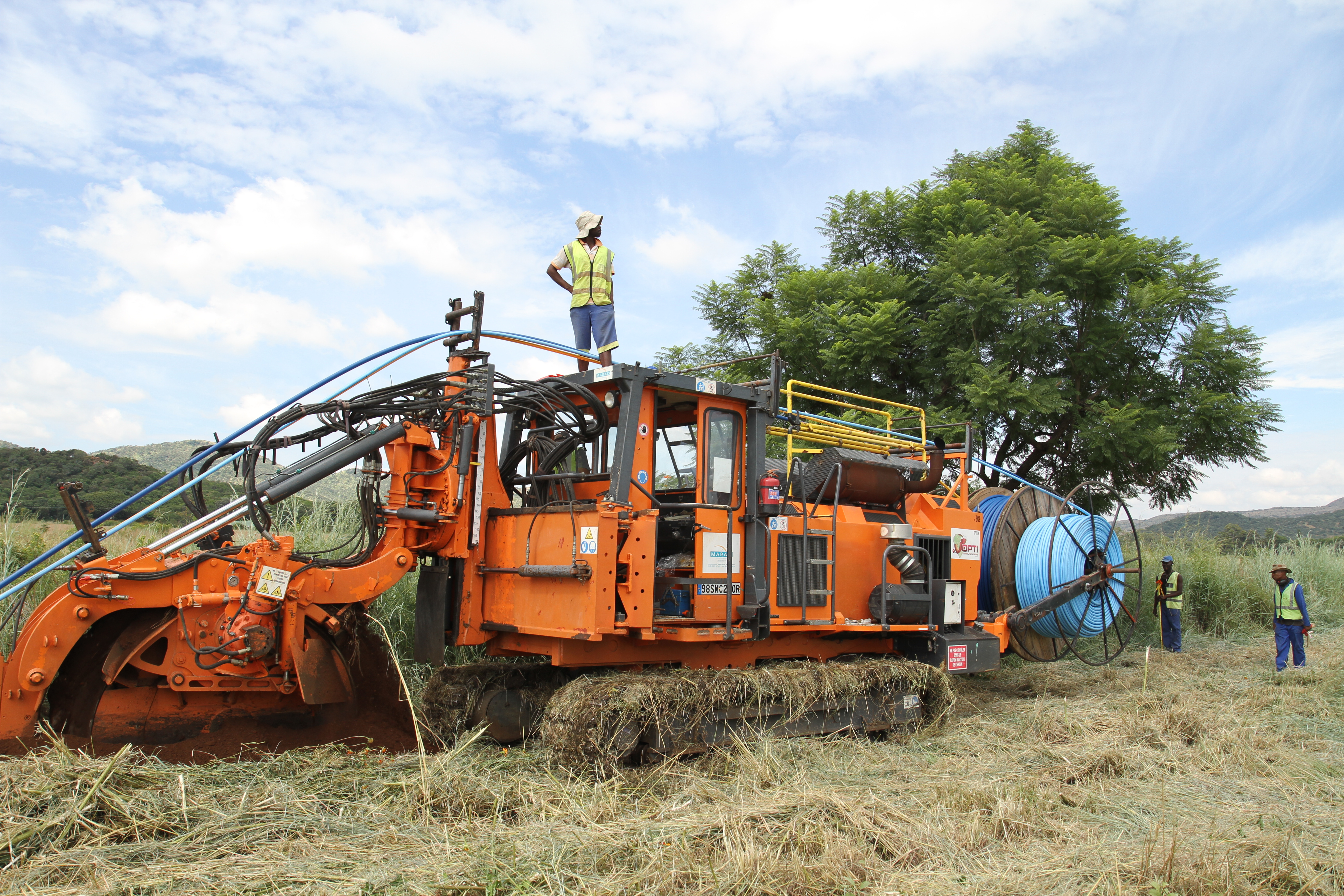
Роторный траншейный экскаватор осуществляет работы в ЮАР.

Советские и российские индексы роторных траншейных экскаваторов гражданского назначения имеют следующую структуру: ЭТР-XXYАА.
Сочетание ЭТР означает Экскаватор Траншейный Роторный. Устаревшими обозначениями являются ЭР (Экскаватор Роторный). Вслед за буквенным обозначением следует сочетание из 3 цифр, за которыми могут следовать буквы. Первые две цифры XX означают глубину копания в дециметрах, последняя цифра Y — номер модели; первая буква (А, Б, В…) означает очередную модернизацию, следующие буквы (С, Т, ТВ…) — климатическое исполнение. Таким образом, ЭТР-253А расшифровывается как «экскаватор траншейный роторный, глубина копания до 2,5 метров, третья модель, первая (А) модернизация».
Плужно-роторные экскаваторы-каналокопатели имеют обозначение вида МК-XX, где МК означает Мелиоративный Каналокопаль, цифры XX указывают порядковый номер по реестру, например, МК-23.
Обозначения отдельных старых моделей не соответствуют этой системе, например, роторные траншейные экскаваторы КГ-65.
Инженерная техника армейского назначения может иметь особые названия, например, БТМ (Быстроходная Траншейная Машина), ТМК (Траншейная Машина Колёсная) и др.

## Устройство
Роторный траншейный экскаватор является самодвижущейся землеройной машиной на гусеничном ходу с навесным, полунавесным или прицепным рабочим органом. В случае, когда экскаватор агрегируется к трактору, в трансмиссию базовой машины встраивается ходоуменьшитель. Рабочий орган представляет собой раму, на которой располагается вращающийся ротор (или два ротора). К ободу ротора или его боковой поверхности крепятся рабочие элементы, в качестве которых могут выступать ковши, скребки или резцы. Заглубление рабочего органа в траншею (и, при необходимости, создание требуемого усилия на рабочем органе: собственной массы рабочего органа может оказаться недостаточно для его заглубления) и его подъём производится с помощью гидроцилиндров либо системы рычагов или блоков.
У копающих роторных экскаваторов рабочие элементы располагаются по ободу ротора, и плоскость вращения ротора совпадает с плоскостью траншеи. В процессе работы ротор отрывает траншею с вертикальными боковыми стенками, профиль дна траншеи определяется формой рабочих элементов. Шнеко-роторные каналокопатели имеют дополнительную пару шнеков, расположенных под углом к ротору симметрично относительно оси траншеи; шнеки, вращаясь, разрабатывают откосы. У двухроторных (фрезерных) и плужно-роторных каналокопателей плоскость вращения ротора (роторов) составляет некоторый угол с вертикалью, и ротор разрабатывает откос канала своей боковой поверхностью методом, работая как фреза. При этом у двухроторных каналокопателей роторы расположен симметрично относительно оси траншеи, каждый из них разрабатывает свой откос; у плужно-роторных каналокопателей один из откосов разрабатывается ротором, второй — плугом.
В процессе работы машина движется вдоль оси отрываемой траншеи, ротор вращается (при рабочем ходе нижняя часть ротора движется в ту же сторону, что машина), рабочие элементы разрабатывают грунт и выносят его из траншеи вверх, где, вблизи верхней части ротора, происходит разгрузка грунта. У копающих экскаваторов грунт разгружается на ленточный транспортёр (или пару транспортёров) и выносится им в отвал сбоку от траншеи. У фрезерных каналокопателей ленточный транспортёр отсутствует, но роторы вращаются с высокой скоростью и с помощью выносных лопаток выбрасывают грунт на некоторое расстояние от бермы траншеи.
Заданная глубина копания обеспечивается изменением заглубления рабочего органа, управление скоростью загрузки ковшей для обеспечения оптимального использования мощности двигателя производится изменением скорости рабочего хода машины или скорости вращения ротора. Скорость вращения ротора ограничена условиями выгрузки грунта: при слишком большой окружной скорости вращения центробежная сила препятствовала бы выгрузке.
Для зачистки дна траншеи поверх основной рамы может устанавливаться дополнительная рама с зачистным башмаком, представляющим собой заострённый спереди клин. Зачистной башмак срезает неровности дна и подгребает грунт к рабочим элементам; он может также создавать в дне траншеи выемку, в которую укладывается кабель или труба. В конфигурации экскаватора-дреноукладчика на раме рабочего органа может располагаться также трубоукладчик и датчик автоматической системы поддержания уклона дна. Также на раме могут располагаться откосообразователи для разработки откосов. Шнековые откосообразователи устанавливаются на рамах шнекороторных экскаваторов, откосообразователи плужного типа — на рамах плужно-роторных экскаваторов.

## Роторные экскаваторы армейского назначения
Для инженерных войск был построен ряд машин, предназначенных для отрывки траншей и котлованов и представляющих собой роторный траншейный экскаватор. Некоторые из этих машин обладают рядом особенностей.
Машина типа БТМ (Быстроходная Траншейная Машина) является роторным траншейным экскаватором на базе тяжёлого артиллерийского тягача АТ-Т, выпускавшаяся с 1957 года Дмитровским экскаваторным заводом. Серийно выпускались модификации БТМ-3, БТМ-4М и модель для гражданских нужд БТМ-ТМГ.
Машины типа ТМК (Траншейная Машина Колёсная) представляют собой роторный траншейный экскаватор на базе пневмоколёсного тягача КЗКТ-538, выпускавшиеся Дмитровским экскаваторным заводом с 1975 года. Впоследствии производились их модернизированные версии ТМК-2 на базе пневмоколёсного тягача КЗКТ-538ДК.
Котлованные машины типа МДК (Машина Дорожная Котлованная) и её модификации МДК-2, МДК-3 представляют собой роторный экскаватор поперечного действия с фрезерным рабочим ротором. Боковая поверхность ротора представляет собой фрезу, ось ротора перпендикулярна оси отрываемой траншеи. При движении машины ротор разрабатывает грунт по всему своему диаметру, грунт извлекается из траншеи и с помощью лопаток, размещённых на роторе, выбрасывается по одну сторону от траншеи в отвал на расстоянии до 10 метров, образуя бруствер. Глубина и ширина отрываемой траншеи составляет 3,5 метра. В полный профиль траншея отрывается за несколько проходов. Экскаватор МДК является навесным оборудованием к тягачу АТ-Т, экскаватор МДК-3 — к тягачу МТ-Т.

## Дополнительное оборудование
Роторные траншейные экскаваторы, особенно армейского назначения, могут дополнительно оборудоваться бульдозерным отвалом, что позволяет выполнять планирование участка перед отрывкой траншеи, засыпа́ть траншею после укладки в неё кабелей и осуществлять другие работы и превращает экскаватор в универсальную машину. Возможно агрегирование и с другим дополнительным оборудованием.

## Траншейные и роторные экскаваторы
В сравнении с траншейными цепными экскаваторами, роторные экскаваторы более высокий КПД и бо́льшую производительность, поскольку равномерность вращения ротора выше и условия выгрузки грунта лучше. Однако при равной глубине отрываемой траншеи роторные экскаваторы имеют более значительную массу и габариты, так как при увеличении глубины траншеи размеры роторного рабочего органа растут быстрее, чем цепного. По этой же причине максимальная глубина траншей, отрываемых машинами с роторным рабочим органом (обычно в пределах 3,5 метров), существенно ниже, чем у машин с цепным рабочим органом (до 8 метров).

## История производства и производители
Первые опытные роторные траншейные экскаваторы в СССР типа КГ-65 были созданы Дмитровским экскаваторным заводом незадолго до начала войны. В 1950-х годах они были заменены моделью ЭТР-152, а затем (с 1957 года) быстроходной траншейной машиной БТМ. Московский экспериментально-механический завод с 1950-х годов начал производство роторных траншейных экскаваторов для прокладки газопроводов. Первой выпущенной стал ЭР-2 на базе значительно доработанного трактора С-80; экскаватор оснащался ротором с 14 ковшами и отрывал траншею глубиной 1,7 метров и шириной 0,85 метров.
В 1960-х годах производство роторных траншейных экскаваторов освоено Брянским заводом ирригационных машин, Брянским заводом дорожных машин (ставшим основным производителем экскаваторов этого типа) и Брянским заводом дорожных машин. В те же годы Мозырский завод мелиоративных машин освоил производство роторных экскаваторов и экскаваторов-каналокопателей.